# Ян Юн
Ян Юн (кит. трад. 楊勇, упр. 杨勇, пиньинь Yáng Yǒng, 28 октября 1913 — 6 января 1983) — генерал НОАК (1955). Входит в число первых генералов НОАК. Был заместителем начальника Генштаба НОАК (с 27 октября 1959 года по 27 декабря 1960 года и с 16 сентября 1977 года по 6 января 1983 года) и командующим Пекинским военным округом (с сентября 1958 года по июнь 1963 года). Был членом Постоянного комитета Всекитайского собрания народных представителей и членом Центрального комитета КПК 10-12-го созывов.

## Происхождение
Родился в крестьянской семье в уезде Люян провинции Хунань. Имя при рождении — Ян Шицзюнь (кит. трад. 楊世峻, упр. 杨世峻, пиньинь Yáng Shìjùn).

## Военная служба
В 1930 году вступил в Коммунистическую партию Китая. Был в должности комиссара в различных батальонах, полках, дивизиях Красной армии Китая. Участник Великого похода китайских коммунистов.
Был заместителем командира, командиром и комиссаром 686-го полка 343-й бригады 115-й дивизии 8-й армии. Затем был командиром и комиссаром 343-й бригады. Занимал должность командующего Западношаньдунского военного округа, заместителя командующего военного округа провинций Цзянсу, Хэбэй, Шаньдун. Был командующим седьмой и первой колонной 2-й полевой армии, затем 5-го корпуса этой же армии.
После образования КНР занимал должности командующего военного округа провинции Гуйчжоу, председателя народного правительства провинции. Затем был заместителем ректора Объединённого высшего пехотного училища, ректором Второго высшего пехотного училища.
Участвовал в Корейской войне в качестве командующего 20-й армии Китайских народных добровольцев, был заместителем командира, командиром и начальником штаба.
После Корейской войны был заместителем командующего Шэньянского военного округа, командующим Синьцзянским военным округом.
Был заместителем Генерального секретаря Военного совета ЦК КПК, членом Секретариата ЦК КПК.
В 1959 году был руководителем юбилейного десятого военного парада в честь Дня образования КНР.
Был известен как один из «трёх Янов» в НОАК (наряду с Ян Дэчжи и Ян Чэнъу).

## Награды
- Орден 8-й армии НОАК первой степени (1955)
- Орден Независимости и свободы первой степени (1955)
- Орден Освобождения первой степени (1955)